# 구조생물학

구조생물학(영어: structural biology)은 생물학의 분야로 분자 구조를 주로 연구하는 학문이다. 특히 단백질의 3차원 구조를 주로 다룬다. 구조생물학은 생정보학과 깊은 관련을 가져왔다. 구조생물학은 생물물리학(biophysics)와도 분야가 중복된다.
국내의 구조생물학은 최초로 엑스선 결정법(X-ray crystallography)을 통해 tRNA의 구조를 규명한 김성호 박사에 의해 파생되었으며 김성호 박사는 tRNA 구조를 규명한 뒤에도 엑스선 결정법을 이용해 암 발생에 중요한 역할을 하는 RAS 단백질과 CDK2(Cyclin dependent kinase2)의 구조등을 밝히면서 최초로 구조생물학이란 분야를 개척하였다.
구조생물학은 분자적인 수준에서 생물학을 연구하는 점에서 분자생물학과 유사하다.

## 같이 보기
- 구조 모티프
- 단백질 소단위체
- 분자 모형
- 협동작용
- 샤페로닌
- 입체화학
- 단백질의 구조 예측